# Sociologismus
Sociologismus poukazuje zejména na širokou společensko-historickou podmíněnost vědeckého poznání. Autoři se kriticky vyjadřují zejména k čistě internalistickým koncepcím vývoje vědy. Je to jeden z nejvýznamnějších směrů sociologie konce 19. a začátku 20. století. Hlavními teoretickými zdroji byly názory francouzských konzervativních myslitelů přelomu 18. a 19. století. 
Tento přístup nalézáme mimo jiných v díle Karla Marxe, Maxe Schelera, Maxe Webera a ve frankfurtské škole i v současných přístupech.
Základními myšlenkami sociologismu je, že „veškeré poznání má společenský charakter“ a tato „společenská podmíněnost zasahuje všechny vědní obory“. Předpokladem sociologismu je, že společensko-historická determinace vědy určuje mimo jiné výběr problémů a způsob prezentace jejich řešení.
Zkoumání vědy (věda o vědě) v této oblasti se věnuje zejména její institucionalizaci, komunikaci ve vědě, psychologii a etice vědy.
Nejvýznamnějším představitelem je Émile Durkheim, na jeho konstituování se podíleli také J. E. V. de Roberty a Alfred Victor Espinas. Emile Durkheim se zabýval některými nejobecnějšími sociologickými tématy, která svým charakterem patřila do filozofie 
Hlavní znaky lze shrnout do 3 skupin.1. Společnost je chápána jako skutečnost sui generis (zvláštního druhu), neredukovatelná na žádné jiné jevy. 2. ze specifických předmětů sociologie plyne i specifičnost její metodologie 3. z toho, že sociologie má uvedený specifický předmět a zvláštní metodu zkoumání, plyne nejen to, že je vědou samostatnou a nezávislou na jiných vědách, ale dokonce to, že je základní společenskou vědou, jíž mají být teoreticky metodologicky podřízeny všechny ostatní vědecké disciplíny zabývající se společností. 
Uvedené teoretické a metodologické rysy a principy sociologie nejdůsledněji aplikoval a rozvíjel Émile Durkheim, který vytvořil na tomto základě jednu z mála sociologických škol, která byla relativně jednotná a disponovala vlastním časopisem, katedrou a žáky. Tato škola hodně ovlivnila řadu společenskovědních disciplín ve Francii, a hlavně vývoj sociologie jako takové. 
V metodologii vědy jsou sociologické aspekty vnímány spíš jako rušivé vlivy deformující objektivní a racionální vědecké poznání (např. v díle Imre Lakatose). Avšak také zde vznikají názory, že i v přírodních vědách je nutné k sociálním faktorům přihlížet.
Podle Thomase Kuhna je změna paradigmatu ve vědě velmi podobná revoluci ve společnosti. Koncepci vědecké revoluce objasňuje sociálními faktory. Podle Kuhna dosavadní metodologické koncepce neposkytují reálný obraz vývoje vědy, neboť ignorují skutečnost, že vědecké činnosti jsou úzce spojeny se specifickými vědeckými komunitami, které jsou odlišné od jiných společenských skupin.
Stále však zůstávají otázky jakými prostředky probíhá boj ve vědecké komunitě, jak početná musí být komunita zastánců nového paradigmatu a v neposlední řadě otázka postavení zastánců paradigmatu starého (např. podle Maxe Plancka nové paradigma vítězí až v okamžiku, kdy zastánci toho starého zemřou).
Kuhnova změna paradigmatu však život vědecké obce mění v iracionální proces. Tím je znemožněno zdůvodnění, proč je jedno paradigma lepší než druhé a proč mohou být takové debaty dovedeny k racionálnímu závěru.
Sociologický výklad změny paradigmatu je tak vykompenzován ztrátou racionality takového vysvětlení, protože sociologické hledisko popisuje situaci v mikrokomunitě, avšak nezabývá se obsahovou stránkou a pravdivostí nové teorie.
Další významný filozof vědy, Larry Laudan, předpokládá historickou pluralitu vědeckého výzkumu. Laudanův síťový model vědecké aktivity podporuje širší pojetí vědecké racionality a umožňuje přechod mezi paradigmaty racionálně vysvětlit.